# 蒙特婁猶太人屠殺紀念館
設立於加拿大魁北克省境內的蒙特婁猶太人屠殺紀念館（法語：Centre commémoratif de l’Holocauste à Montréal，縮寫，縮寫），其目的是為了對歷史上的猶太人大屠殺事件進行教導及警惕。此館於1979年由大屠殺的生還者及Steven Cummings名下的慈善基金所成立，主旨乃是為了讓各樣年齡或背景的民眾了解，有關近六百萬猶太人在1933年至1945年間被納粹德國及同黨所進行的種族屠殺事件，讓大眾意識到反猶太主義或是其他種族偏見及仇恨的危險之處，並提倡對多元文化及生命的尊重。
在經過一段整修及擴建之後，此館於2003年七月由當任加拿大總理及魁北克省長揭幕，成為加拿大境內主要的大屠殺紀念館。這也反映了蒙特婁在此事件中的角色，因為此地乃是全世界第三大的大屠殺生還者聚集並安家之處。MHMC收藏了諸多生還者的親身見證及所有物。

## 收藏
MHMC有超過418件的原始物品、372張照片以及20部紀錄影片。

## 外部連結
- MHMC official website （页面存档备份，存于）
- Federation CJA website （页面存档备份，存于）
- Austrian Holocaust Memorial Service website （页面存档备份，存于）

45°29′20.8″N 73°38′11.3″W / 45.489111°N 73.636472°W